# لودویژیت
لودویژیت  (به انگلیسی: Ludwigite) با فرمول شیمیایی (MgFe2+)2 Fe3+ [O2-[BO3] از مجموعه کانی هاست و از نام شیمیدان اتریشی E.Ludwig اخذ شده‌است. محلول در اسیدها FeO:۳۱٫۶۷٪  MgO:۱۷٫۷۷٪  Fe2O۳:۳۵٫۲۱٪  B2O۳:۱۵٫۳۵٪  (Mg/Fe:۱:۱) برای اولین بار در رومانی کشف شد و از نظر شکل بلور: منشوری، رنگ: سیاه، شفافیت: کدر(اپاک)، جلا: مات، رخ: کامل- مطابق با سطح، سیستم تبلور: ارترومبیک  است همچنین خاصیت مغناطیسی ندارد و منشأ تشکیل آن دگرگونی مجاورتی است.
همایند کانی‌شناسی (پارانژ) آن قابلیت انحلال - ذوب - واکنش بهکمک کاتالیزورهاایلوائیت- مگنتیت- دیوپسید است
، از نظر ژیزمان آگرگات فشرده - توده‌ای - رشته‌ای - شعاعی - به ندرت بلوری کمیاب است و بیشتر در آلمان شرقی، رومانی، سوئد، کره، آمریکا، ژاپن یافت می‌شود.

## منبع
- پردیس کشاورزی ایران